# Усть-Ануй
Усть-Ануй — село в Быстроистокском районе Алтайского края России. Административный центр и единственный населённый пункт Усть-Ануйского сельсовета.

## История
Село Усть-Ануй было основано в 1725 году. В 1928 году в селе функционировали школа, изба-читальня и лавка общества потребителей, имелось 627 хозяйств, проживало 3914 человек. В административном отношении село являлось центром сельсовета Быстро-Истокского района Бийского округа Сибирского края.

## География
Село находится в юго-восточной части Алтайского края, в устье реки Ануй, на расстоянии примерно 23 километров (по прямой) к востоку от села Быстрый Исток, административного центра района. Абсолютная высота — 161 метр над уровнем моря.
Климат умеренный, континентальный. Средняя температура января составляет −18 °C, июля — +18,6 °C. Годовое количество осадков составляет 470 мм.

## Население
| 1997 | 1998 | 1999 | 2000 | 2001 | 2002 | 2003 |
| ---- | ---- | ---- | ---- | ---- | ---- | ---- |
| 454  | ↘440 | ↘430 | ↗443 | ↗447 | ↗497 | ↘458 |
| 2004 | 2005 | 2006 | 2007 | 2008 | 2009 | 2010 |
| ↘417 | ↘397 | ↘378 | ↘356 | ↘331 | ↘325 | ↘301 |
| 2011 | 2012 | 2013 | 2014 | 2015 | 2016 | 2017 |
| ↘299 | ↘275 | ↘269 | ↘261 | ↗267 | ↘262 | ↘246 |
| 2018 | 2019 | 2020 | 2021 |      |      |      |
| ↘240 | ↘225 | ↘222 | ↘209 |      |      |      |

Согласно результатам переписи 2002 года, в национальной структуре населения русские составляли 98 %.

## Инфраструктура
В селе функционируют средняя общеобразовательная школа, фельдшерско-акушерский пункт и отделение Почты России.

## Улицы
Уличная сеть села состоит из 3 улиц.